# Robert Bosch
Robert Bosch (alemany: Robert August Bosch)  (senyoria d'Albeck, 23 de setembre de 1861 - Stuttgart, 12 de març de 1942) va ser un industrial, enginyer i inventor alemany, fundador de l'empresa Robert Bosch GmbH.

## Biografia

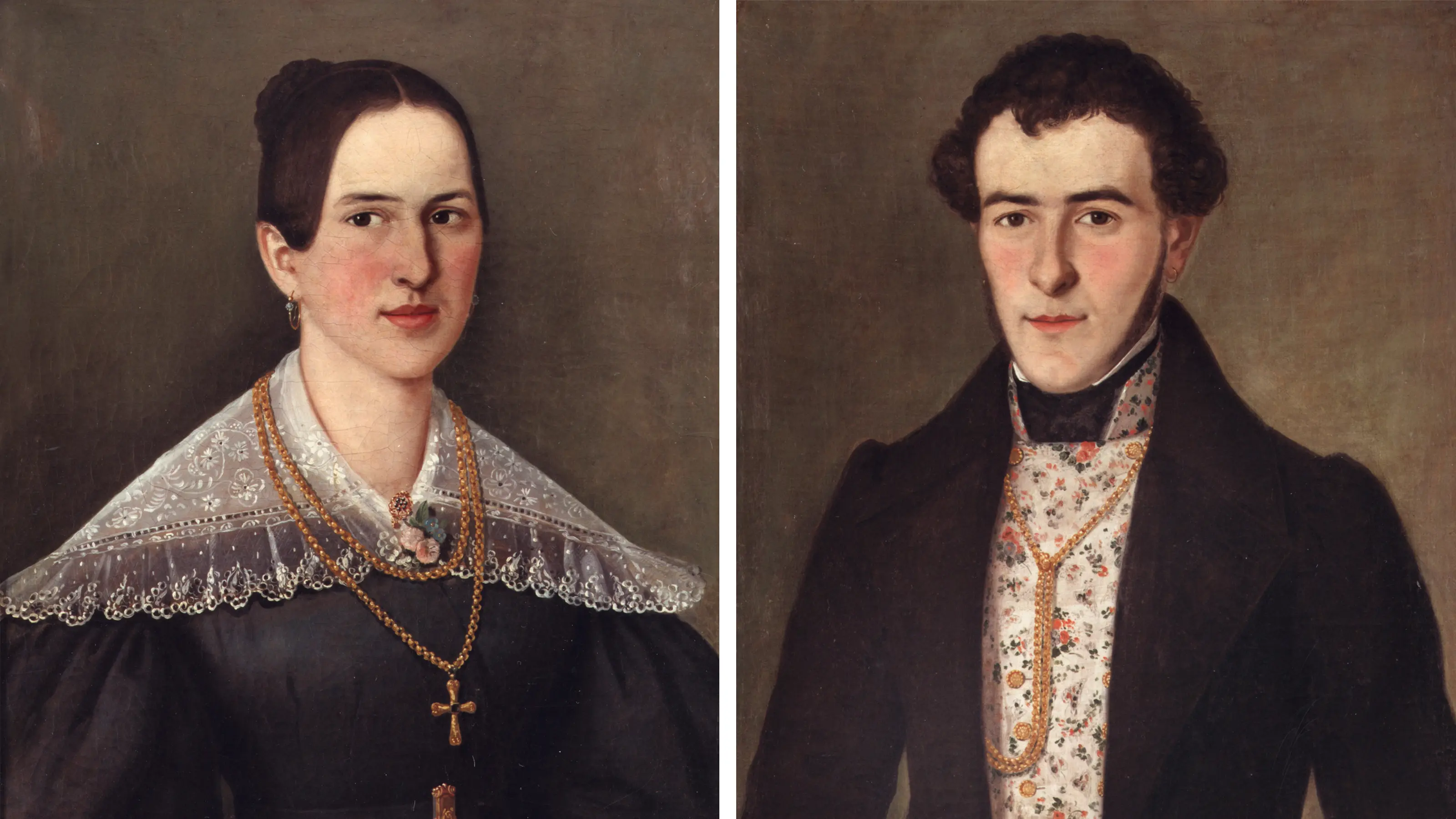
Retrats de Servatius i Maria Margarita Bosch (1838)

Bosch va néixer a Albeck, a les terres altes de Suàbia, prop d'Ulm. Va ser un dels dotze fills de Servatius Bosch i Maria Margarita Dölle. Servatius regentava una gran granja que incloïa una fàbrica de cervesa. El nebot de Robert Bosch era el futur premi Nobel Carl Bosch. Robert Bosch va assistir al 'Realanstalt' d'Ulm fins al 1879, que va incloure un aprenentatge com a "fabricant d'instruments de precisió". El 1881 va complir el seu any de servei militar a Ulm, seguit d'un treball amb Schuckert & Co. fins al 1883. En 1883-84, Bosch va estudiar amb el professor Wilhelm Dietrich a la Universitat Tècnica de Stuttgart.

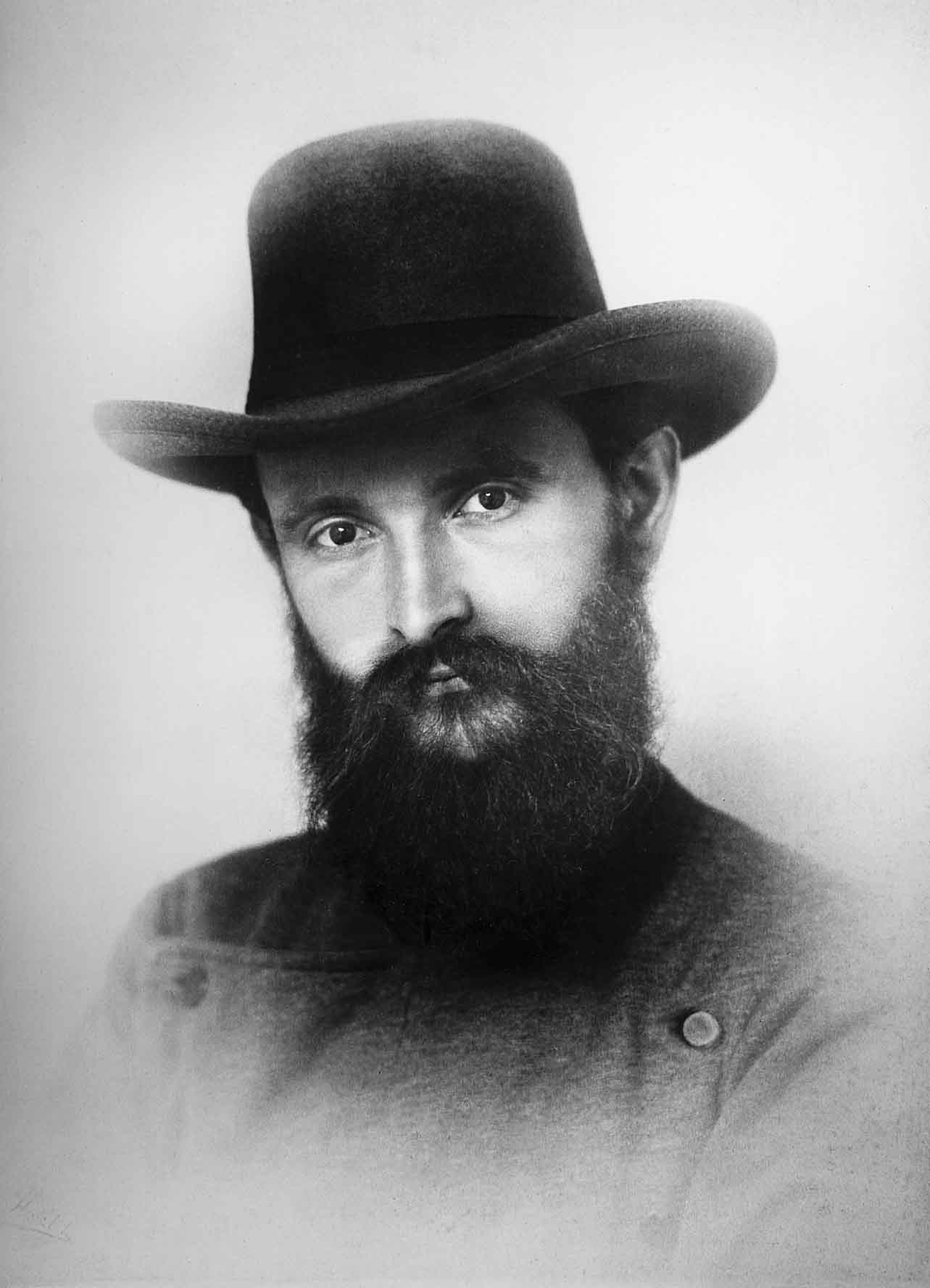
Un retrat de 1888 de Robert Bosch, de 27 anys

El 24 de maig de 1884, Bosch va navegar cap als Estats Units, convertint-se en enginyer sota la direcció de Thomas Edison i Sigmund Bergmann a Nova York. El 13 de maig de 1885, Bosch va navegar cap a Londres, on va trobar feina amb Siemens Brothers. El 15 de novembre de 1886 va obrir el seu propi "Taller de Mecànica de Precisió i Enginyeria Elèctrica" a Stuttgart.:35–42,49–50,78
El 1887, Gottlieb Daimler va preguntar a Bosch si podia construir un dispositiu semblant al dispositiu magneto de baixa tensió amb punts d'encesa que la fàbrica de motors de gasolina Deutz utilitzava al seu motor de quatre temps. Deutz va afirmar que cap patent no protegia el dispositiu, de manera que Bosch va fabricar quatre dispositius. L'objectiu del dispositiu era generar una espurna elèctrica per encendre la barreja aire-combustible del cilindre a la màxima compressió. Durant els anys següents, Bosch va construir uns quants centenars per a les fàbriques que fabricaven motors de gas.:96–98
El 1893, Frederick Richard Simms es va reunir amb Bosch, amb l'objectiu d'adaptar els magnetos de motor estacionari que Bosch estava construint per adaptar-los als vehicles de motor. En particular, un tricicle de Jules-Albert de Dion va ser el cas de prova. Arnold Zähringer i Gottlob Honold van modificar el dispositiu Bosch perquè tingués més potència i una seqüència d'espurnes més ràpida, des de 250 rpm fins a 1800 rpm. Young Rall també va modificar l'elèctrode, canviant l'esmalt per l'aïllant d'amiant. El dispositiu complet va ser patentat. Al gener de 1898, es va demostrar el nou magnet al tricicle i aviat van seguir les comandes de Gottlieb Daimler.. El 1900, a més d'utilitzar el dispositiu en vehicles de motor, es va utilitzar l'encesa magnètica de Bosch als motors Daimler del Zeppelin.:102–107,124–126

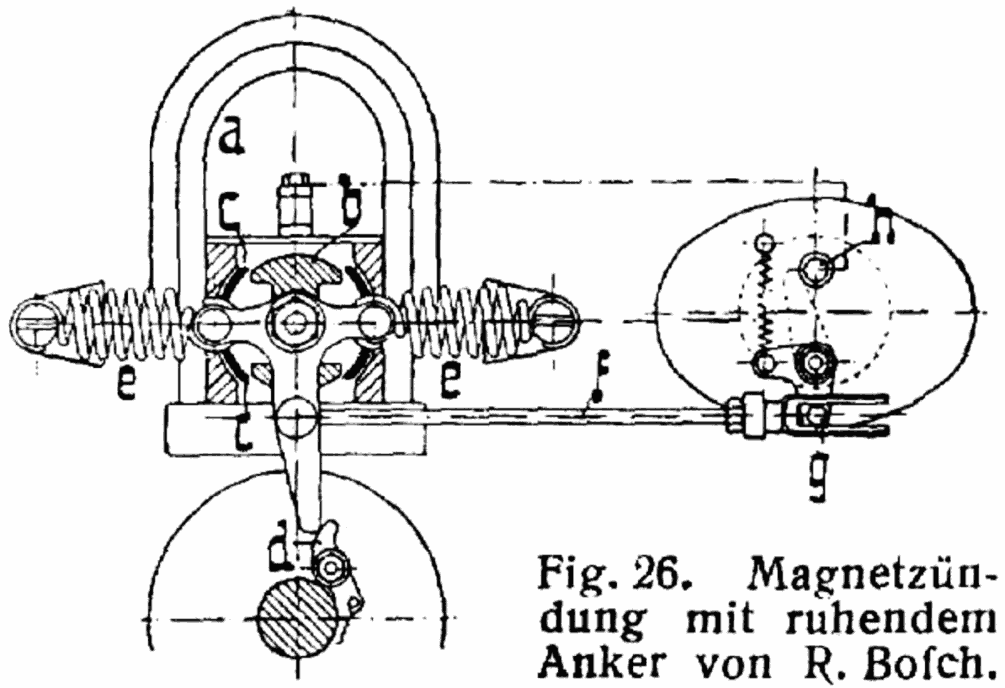
Encesa magnètica

Simms va introduir el dispositiu d'encesa Bosch al mercat anglès com a Simms-Bosch. El 1899, van entrar al mercat francès com a Automatic Magneto Electric Ignition Company, Ltd.:112
La primera oficina de vendes i la primera fàbrica als EUA es van obrir el 1906 i el 1910 respectivament. El 1913, la companyia tenia operacions de sucursals a Amèrica, Àsia, Àfrica i Austràlia, i estava generant el 88% de les seves vendes fora d'Alemanya. En ràpida successió en els anys posteriors a la Primera Guerra Mundial, Bosch va llançar innovacions per al vehicle de motor, inclosa la injecció de combustible el 1927. Als anys 20 la crisi econòmica mundial va fer que Bosch iniciés un rigorós programa de modernització i diversificació a la seva empresa. En només uns anys, va aconseguir convertir la seva empresa d'un petit proveïdor d'automoció en un grup multinacional d'electrònica.
Des del principi, Bosch es va preocupar molt per fomentar la formació professional. Impulsat per la seva consciència de la responsabilitat social, va ser un dels primers industrials a Alemanya a introduir la jornada laboral de vuit hores, seguida d'altres beneficis socials per als seus associats. Robert Bosch no volia beneficiar-se dels contractes d'armament adjudicats a la seva empresa durant la Primera Guerra Mundial. En canvi, va donar diversos milions de marcs alemanys a causes benèfiques, inclosa la creació de l'Hospital Robert Bosch de Stuttgart el 1940.
A les dècades de 1920 i 1930, Robert Bosch va ser políticament actiu. Com a empresari liberal, va formar part de diversos comitès econòmics. Va dedicar una gran quantitat d'energia i diners a la causa de la reconciliació entre Alemanya i França. Esperava que aquesta reconciliació aportés una pau duradora a Europa i conduís a la creació d'un espai econòmic europeu.

### Tercer Reich
El règim nazi a Alemanya va acabar bruscament amb els esforços de pau de Bosch. L'empresa Bosch va acceptar contractes d'armament i va donar feina a uns 20.000 esclaus (inclosos uns 1.200 reclusos dels camps de concentració que van ser "abusats brutalment a la planta de Langenbielau") durant la guerra. Mentrestant, Bosch va donar suport en secret a la resistència contra Adolf Hitler, i juntament amb els seus col·laboradors més propers va salvar de la deportació les víctimes de la persecució nazi.
En el seu vuitantè aniversari, Bosch va rebre el títol de "Pionier der Arbeit" (Pioner del Treball) per Hitler i quan va morir un any després, el Tercer Reich li va concedir un funeral d'estat.
Bosch estava molt interessat en temes agrícoles i era propietari d'una granja al sud de Múnic.
El 1937, Bosch havia reestructurat la seva empresa com a societat anònima privada. Havia establert el seu darrer testament en el qual estipulava que els guanys de l'empresa s'havien de destinar a causes benèfiques. Així mateix, el seu testament va esbossar els esquemes de la constitució corporativa, que va ser formulada pels seus successors l'any 1964 i que encara és vigent.